# Peru (Nova York)
Peru és una concentració de població designada pel cens dels Estats Units a l'estat de Nova York. Segons el cens del 2000 tenia 1.514 habitants.

## Demografia
Segons el cens del 2000, Peru tenia 1.514 habitants, 543 habitatges, i 415 famílies. La densitat de població era de 365,3 habitants per km².
Dels 543 habitatges en un 37,9% hi vivien nens de menys de 18 anys, en un 61,1% hi vivien parelles casades, en un 11,6% dones solteres, i en un 23,4% no eren unitats familiars. En el 19,5% dels habitatges hi vivien persones soles el 9,6% de les quals corresponia a persones de 65 anys o més que vivien soles. El nombre mitjà de persones vivint en cada habitatge era de 2,69 i el nombre mitjà de persones que vivien en cada família era de 3,07.
Per edats la població es repartia de la següent manera: un 26,7% tenia menys de 18 anys, un 7,5% entre 18 i 24, un 26,5% entre 25 i 44, un 23,2% de 45 a 60 i un 16,1% 65 anys o més.
L'edat mediana era de 38 anys. Per cada 100 dones de 18 o més anys hi havia 83,8 homes.
La renda mediana per habitatge era de 36.442 $ i la renda mediana per família de 43.125 $. Els homes tenien una renda mediana de 31.528 $ mentre que les dones 25.859 $. La renda per capita de la població era de 17.142 $. Entorn del 9,1% de les famílies i el 14,6% de la població estaven per davall del llindar de pobresa.